# AM Весов
AM Весов (лат. AM Librae) — одиночная переменная звезда в созвездии Весов на расстоянии (вычисленном из значения параллакса) приблизительно 29357 световых лет (около 9001 парсека) от Солнца. Видимая звёздная величина звезды — от +16,1m до +14,9m.

## Характеристики
AM Весов — пульсирующая переменная звезда типа RR Лиры (RRAB).